# Schwerinshof
Schwerinshof war ein Wohnplatz im Gebiet der preußischen Provinz Pommern. Er wurde nach 1781 angelegt und liegt heute wüst.  
Nach den Zerstörungen durch den Siebenjährigen Krieg hatte König Friedrich der Große günstig verzinste Meliorationsgelder für die wirtschaftliche Entwicklung Pommerns zur Verfügung gestellt. Der Landrat Sebastian Georg von Wedel erhielt im Jahre 1781 zum Zinssatz von 1 Prozent 5.800 Reichstaler. Mit diesen Geldern errichtete er für sein Gut Schwerin zunächst im Nordosten des Gutsbezirks das Vorwerk Kreutz und einige Jahre später im Westen des Gutsbezirks das Vorwerk Schwerinshof. 
Das Vorwerk Schwerinshof wurde etwa 3 Kilometer südwestlich des Hauptgutes Schwerin am Ufer des Wothschwiensees angelegt. Durch seine Lage am See wurde es auch „Seekathen“ genannt, so der Klammerzusatz im offiziellen Meßtischblatt, im Volksmund auch „Seehof“. 
Von Schwerinshof aus wurden etwa 70 Hektar Land bewirtschaftet. Um 1870 wurden hier 7 Einwohner in zwei Familien gezählt, im Jahre 1875 22 Einwohner in vier Familien, im Jahre 1912 25 Einwohner. Um 1870 wurden hier 2 Kühe und 367 Schafe gehalten. 
Bis 1945 war Schwerinshof ein Wohnplatz der Gemeinde Schwerin im Kreis Regenwalde.
Gegen Ende des Zweiten Weltkriegs flüchteten die Bewohner von Schwerinshof im März 1945 vor der nahenden Roten Armee. Das Vorwerk blieb bei der Einnahme durch die Rote Armee unzerstört. Schwerinshof kam wie alle Gebiete östlich der Oder-Neiße-Grenze an Polen. Im Sommer 1945 brannten einige Gebäude aus, ab 1947 wurden die verbliebenen Gebäude als Brennholzquelle genutzt. Nach einem Bericht der Pommerschen Zeitung aus dem Jahre 1963 soll freilich damals in Schwerinshof noch ein polnisches Dorfklubhaus eingerichtet worden sein. 
Heute liegt Schwerinshof wüst. Die Wüstung liegt heute im Gebiet der Gmina Węgorzyno (Stadt- und Landgemeinde Wangerin) in der Woiwodschaft Westpommern in Polen. Die ehemaligen Flächen des Vorwerks werden heute von Mieszewo (Meesow) aus bewirtschaftet. 